# Яр Гайворон
Яр Гайворон — балка (річка) в Україні у Чугуївському районі Харківської області. Ліва притока річки Гнилиці (басейн Дону).

## Опис
Довжина балки приблизно 5,71 км, найкоротша відстань між витоком і гирлом — 5,41  км, коефіцієнт звивистості річки — 1,06 . Формується декількома загатами.

## Розташування
Бере початок на північно-західній стороні від села Іванівки. Тече переважно на північний захід і у селі Гракове впадає у річку Гнилицю, ліву притоку річки Сіверського Дінця.

## Цікаві факти
- На правому березі балки на північно-східній стороні на відстьані приблизно 1,43 км пролягає автошлях М03[3] (автомобільний шлях міжнародного значення на території України, Київ — Харків — кпп Довжанський (державний кордон з Росією).).
- У XX столітті на балці існували молочно-тваринна ферма (МТФ) та газова свердловина[2].